# David Sylvian
David Sylvian, ursprungligen David Alan Batt, född 23 februari 1958 i Lewisham, London, är en brittisk musiker, och var sångare och låtskrivare i musikgruppen Japan. Han har släppt flera soloalbum och samarbetat med ett flertal musiker; såsom Robert Fripp, Holger Czukay och Ryuichi Sakamoto.

## Biografi
David Sylvian, som är uppväxt i Beckenham, Kent (numera i Bromley), var med och bildade new wave-bandet Japan 1974. Genom Sylvians speciella sångstil övergick man från glamrock till en mera sofistikerad artrock och blev en del av "New Romantics"-vågen.

### 1980-talet
Första oktober 1982 spelade Japan på Konserthuset i Stockholm. Personliga meningsskiljaktigheter ledde till att gruppen officiellt upplöstes under vintern samma år. Strax dessförinnan inledde Sylvian ett samarbete med Ryuichi Sakamoto från Yellow Magic Orchestra. Det resulterade först i singeln Bamboo Houses och året därpå singeln Forbidden Colours från filmen Merry Christmas Mr. Lawrence.
1984 släppte Sylvian sitt första soloalbum Brilliant Trees i samarbete med Sakamoto, Holger Czukay och Jon Hassell. Den kom att bilda skola för senare album med en blandning av jazz, orientaliskt och artrock. Robert Fripp från King Crimson och Bill Nelson medverkade på Gone to Earth, som släpptes 1986. Samarbetet med Sakamoto fortsatte på efterföljande Secrets of the Beehive året därpå. Sylvian och Czukay spelade sedan in Plight & Premonition och Flux + Mutability, som båda bestod av långa instrumentala partier.

### 1990-talet
Från 29 september till 12 oktober 1990 visades installationen Ember Glance i Tokyo på Temporary Museum, med skulptur, ljud och ljus av Sylvian och konstnären Russel Mills.
1991 samarbetade Sylvian åter med Japan-medlemmarna i projektet Rain Tree Crow, där musiken på många sätt påminde om Sylvians egna soloskivor. Han sjöng året därpå, tillsammans med Ingrid Chavez (som Sylvian gifte sig med), på singeln Heartbeat med Sakamoto.
1993 intensifierades arbetet med Robert Fripp med studioalbumet The First Day och året därpå gjorde de en multi-mediainstallation Redemption – Approaching Silence på P3 Gallery i Tokyo. Efter det fortsatte Sylvian att göra olika musikexperimentella samarbeten med bland andra Marc Ribot, Bill Frisell och Kenny Wheeler. Alla medverkade på albumet Dead Bees on a Cake, som släpptes 1999, som var Sylvians första soloalbum sedan 1987.

### 2000-talet
2001 medverkade Sylvian på singeln Zero Landmine tillsammans med Sakamoto och en rad andra artister.
2003 släpptes Blemish, som blev en nystart, då han hade lämnat skivbolaget Virgin. Han befann sig mitt i en separation från Chavez, och provade nya musikaliska utmaningar. Den spelades in på bara sex veckor, utan rytmer, helt själv, och med hjälp av Christian Fennesz på 1 låt, och improvisationsgurun Derek Bailey på 3 låtar, skapade Sylvian ett nytt musikaliskt uttryck med improvisationer. Skivan släpptes på Sylvians eget skivbolag Samadhi Sound. Samadhi betyder "ett högre stadium" på sanskrit. Samma år spelade Sylvian även in singeln World Citizen tillsammans med Sakamoto.
2005 kom Nine Horses studioalbum Snow Borne Sorrow, ett projekt tillsammans med brodern Steve Jansen och den tyska elektromusikern Burnt Friedman. Här medverkar bland andra Stina Nordenstam.
Den 7 september 2007 spelade Sylvian på Chinateatern i Stockholm.
Sylvian startade ett projekt som resulterade i albumet Manafon som släpptes 2009, ett album där han samlat några av världens ledande fria improvisatörer, inklusive Evan Parker, Keith Rowe, Fennesz, Sachiko M, Otomo Yoshihide och John Tilbury. 2012 samarbetade Sylvian med bland andra Jan Bang, Arve Henriksen och Sidsel Endresen på skivan Uncommon Deities där Sylvian läser dikter av Paal Helge-Haugen och Nils Christian Moe-Repstad, översatta till engelska. Året därpå kom den instrumentala skivan Wandermude tillsammans med Stephan Mathieu.
2014 tonsatte Sylvian en läst dikt av poeten, tillika Pulitzerpris-vinnaren, Franz Wright.I mars 2015 spelades Playing the Schoolhouse in, som släpptes som EP i begränsad upplaga. Det var åter ett instrumentalt verk av improvisation, nu tillsammans med Jan Bang. Sylvian medverkade på "Life, Life" som är en talad dikt av Arseny Tarkowsky, på Sakamotos skiva "Async" som släpptes 2017.

## Diskografi
- 1984 – Brilliant Trees
- 1985 – Alchemy: An Index of Possibilities (Instrumental)
- 1986 – Gone to Earth
- 1987 – Secrets of the Beehive
- 1988 – Plight and Premonition (Instrumental) (med Holger Czukay)
- 1989 – Flux and Mutability (Instrumental) (med Holger Czukay)
- 1991 – Rain Tree Crow (med Karn, Jansen, Barbieri)
- 1993 – The First Day (med Robert Fripp)
- 1994 – Damage (Live) (med Robert Fripp)
- 1999 – Approaching Silence (Instrumental)
- 1999 – Dead Bees On a Cake
- 2000 – Everything and Nothing (Samling)
- 2002 – Camphor (Instrumental samling)
- 2003 – Blemish
- 2004 – The Good Son vs. The Only Daughter (Remixar av Blemish)
- 2005 – Nine Horses: Snow Borne Sorrow
- 2007 – When Loud Weather Buffeted Naoshima (Instrumental, begränsad upplaga)
- 2009 – Manafon
- 2010 – Sleepwalkers (Samling med samarbeten)
- 2011 – Died in the Wool: Manafon Variations
- 2012 – A Victim of Stars 1982-2012 (Samling)
- 2012 – Wandermude (Instrumental) (med Stephan Mathieu)
- 2014 – There´s a Light That Enters Houses With No Other House in Sight